# Karl Maria Wiligut
Karl Maria Wiligut, conosciuto anche come Weisthor, Jarl Widar, Lobesam e Karl Maria Weisthor (Vienna, 10 dicembre 1866 – Bad Arolsen, 3 gennaio 1946), è stato un esoterista austriaco e funzionario delle SS che ebbe un'influenza rilevante sul misticismo nazista e sul neopaganesimo germanico. È stato soprannominato il Rasputin di Himmler.

## Biografia

### I primi anni
Wiligut nasce a Vienna. All'età di 14 anni, si unisce alla Kadettenschule per entrare nell'esercito. A 17 anni, entra in un reggimento di fanteria dell'Impero austro-ungarico sotto il comando di Milan Obrenović IV di Serbia. Nel 1888 viene promosso al grado di tenente.
Nel 1889 risulta associato alla loggia para-massonica Schlaraffia. Pubblica il suo primo libro Seyfrieds Runen nel 1903, sotto lo pseudonimo di Lobesam. Nel 1908 è con Neun Gebote Gots che per la prima volta Wiligut sostiene d'essere erede di una tradizione antica chiamata Irminismo. Sia l'opera che il pensiero di Wiligut erano stati pesantemente influenzati dall'opera Die Buchstaben Gutenbergs di Friedrich Fischbach (1900).
Durante la prima guerra mondiale Wiligut prestò servizio in prima linea nel sud e sul fronte orientale. Il 1º agosto 1917, venne promosso al grado di colonnello. Nel maggio 1918, si ritirò dalla prima linea e comandò un accampamento di convalescenti vicino a Leopoli. Dopo quasi quarant'anni nel servizio militare, andò in pensione il 1º gennaio 1919 con un'annotazione impeccabile e si trasferì a Morzg, vicino a Salisburgo, dove dedicò il suo tempo agli studi occulti.
Rinnovò la sua conoscenza con Theodor Czepl dell'Ordo Novi Templi, che nell'inverno 1920-'21 trascorse ben sette settimane nella casa di Wiligut. Czepl compilò un rapporto per l'archivio dell'ONT, in cui descrisse Wiligut come uomo marziale nella funzione, elemento che si è rivelato come portante di una linea segreta della regalità tedesca.
Wiligut aveva sposato Malwine (soprannome di Leurs von Treuenringen), di Bolzano, nel 1906, dalla quale ebbe due figlie, Gertrud e Lotte. Un fratello gemello di una delle bambine morì neonato, una tragedia che sconvolse Wiligut, perché aveva fortemente desiderato un erede maschio al quale passare la sua conoscenza segreta. Questo tragico evento contribuì ad allontanarlo dalla moglie.
Dopo la prima guerra mondiale, Wiligut fondò il giornale Der Eiserne Besen, nel quale espresse la propria convinzione dell'esistenza di una cospirazione mondiale di forze oscure, pubblicando opuscoli antisemiti, antimassonici e anticristiani.
Il 29 novembre 1924, Wiligut fu arrestato ed internato nel manicomio di Salisburgo. In seguito gli furono diagnosticate forme di schizofrenia e megalomania, e fino al 1927 rimase in un ospedale psichiatrico salisburghese. Nel 1932, dopo avere abbandonato definitivamente la famiglia, emigrò in Germania, a Monaco.

### Il ruolo nel "Persönlicher Stab RfSS" di Himmler
Poco dopo essere stato presentato a Heinrich Himmler nel settembre del 1933 durante una conferenza del Nordische Gesellschaft, Wiligut venne prescelto dal capo delle SS per essere inserito nelle stesse (con lo pseudonimo di Karl Maria Weisthor). Affascinato dalla sua fervida mente e dalle sue teorie religiose e mitiche, Himmler pose Wiligut a capo del dipartimento di storia e preistoria della nazione tedesca sullo studio della razza ariana e del suo insediamento in Germania. Nell'aprile del 1934 venne promosso al rango delle SS corrispondente a quello di colonnello che aveva già raggiunto in precedenza (Standartenführer) e quindi posto a capo della sez. VIII (Archivi) della RuSHA nell'ottobre di quello stesso anno. Nel novembre del 1934 venne promosso Oberführer (tenente brigadiere), e nella primavera successiva venne trasferito a Berlino nello staff personale di Himmler. Nel settembre del 1936 venne promosso al rango di Brigadeführer.
A Berlino, lavorando nell'ufficio di Karl Wolff, aiutante capo di Himmler, Wiligut riuscì a mettere in pratica i suoi piani per ricostruire a Wewelsburg un allegorico "centro del mondo" come descritto nei testi antichi. L'amico di Wiligut, Manfred von Knobelsdorff, tentò addirittura di praticare l'Irminismo di Wiligut a Wewelsburg e lo stesso figlio primogenito di Karl Wolff, Thorisman, venne sottoposto ad una cerimonia battesimale come riportato nella sua autobiografia ufficiale pubblicata da Jochen Lang. Il battesimo irministico venne celebrato il 4 gennaio 1937 alla presenza dei gran dignitari delle SS, Reinhard Heydrich e Karl Diebitsch.
Nell'estate del 1936, Gunther Kirchhoff e Wiligut presero una licenza di 22 giorni per recarsi a fare una spedizione nella Valle di Murg presso Baden-Baden nella Foresta Nera, dove era stato ritrovato un antico insediamento pieno di "resti di abitazioni, ornamenti d'architettura, croci, iscrizioni e formazioni naturali e artificiali della roccia nella foresta" che attirò subito l'attenzione dei mistici del nazismo. Wiligut identificò il Castello di Eberstein come un centro dell'Irminismo. In Sassonia egli scoprì altri complessi irministi, identificando a Einum il "punto dello spirito", a Bodenburg il "punto della volontà", a Gandersheim il "centro della conoscenza", a Engelade il "punto della forza manuale", a Calefeld il "punto del cuore", a Brunstein il "punto generante", a Naensen il "punto materiale" ed a Ebergötzen il "punto del dovere".
Wiligut derivò quindi che l'Irminismo dovesse essere la vera antica religione germanica, accusando il Wotanismo di Guido von List ed altre teorie come religioni false e scismatiche. 
Wiligut contribuì così significativamente allo sviluppo di Wewelsburg come castello dell'ordine e centro del cerimoniale di pratiche pseudo religiose delle SS. Disegnò personalmente il SS-Totenkopfring che Himmler in persona conferiva a ufficiali prestigiosi delle SS.

### La necessaria sparizione dalle scene
Nel novembre del 1938, Karl Wolff, capo dello staff delle SS, secondo in comando e aiutante personale di Himmler, si recò in visita alla moglie di Wiligut ed apprese dei precedenti ricoveri ospedalieri dello studioso. Tornato in Germania ritenne opportuno riportare il fatto a Himmler che, per evitarsi imbarazzi in società nell'affiancarsi un malato mentale, decise che era necessario quanto prima "metterlo a riposo" per quanto rimanesse affascinato dalle sue teorie.
Wiligut si vide imporre l'ordine di ritirarsi per le sue condizioni di salute e per l'età ormai avanzata dal febbraio del 1939, anche se il ritiro ufficiale da tutti gli incarichi avvenne solo il 28 agosto 1939, alcuni giorni prima dello scoppio della seconda guerra mondiale.

### Gli ultimi anni
Pur nella malattia, Wiligut comprese che questo suo allontanamento era essenzialmente dovuto alle sue condizioni di salute mentale e cadde in una profonda depressione e insicurezza personale: nel 1939 si spostò a Aufkirchen, poi nel 1940 a Goslar dove rimase sino al 1943 quando si trasferì a Wörthersee per poi divenire un rifugiato di guerra al campo di St. Johann presso Velden dove ebbe un infarto. Dopo questo fatto gli venne permesso di fare ritorno a Salisburgo, ma presto si spostò ad Arolsen in Assia, dove morì il 3 gennaio 1946.

## La teoria dell'Irminismo wiligutiano

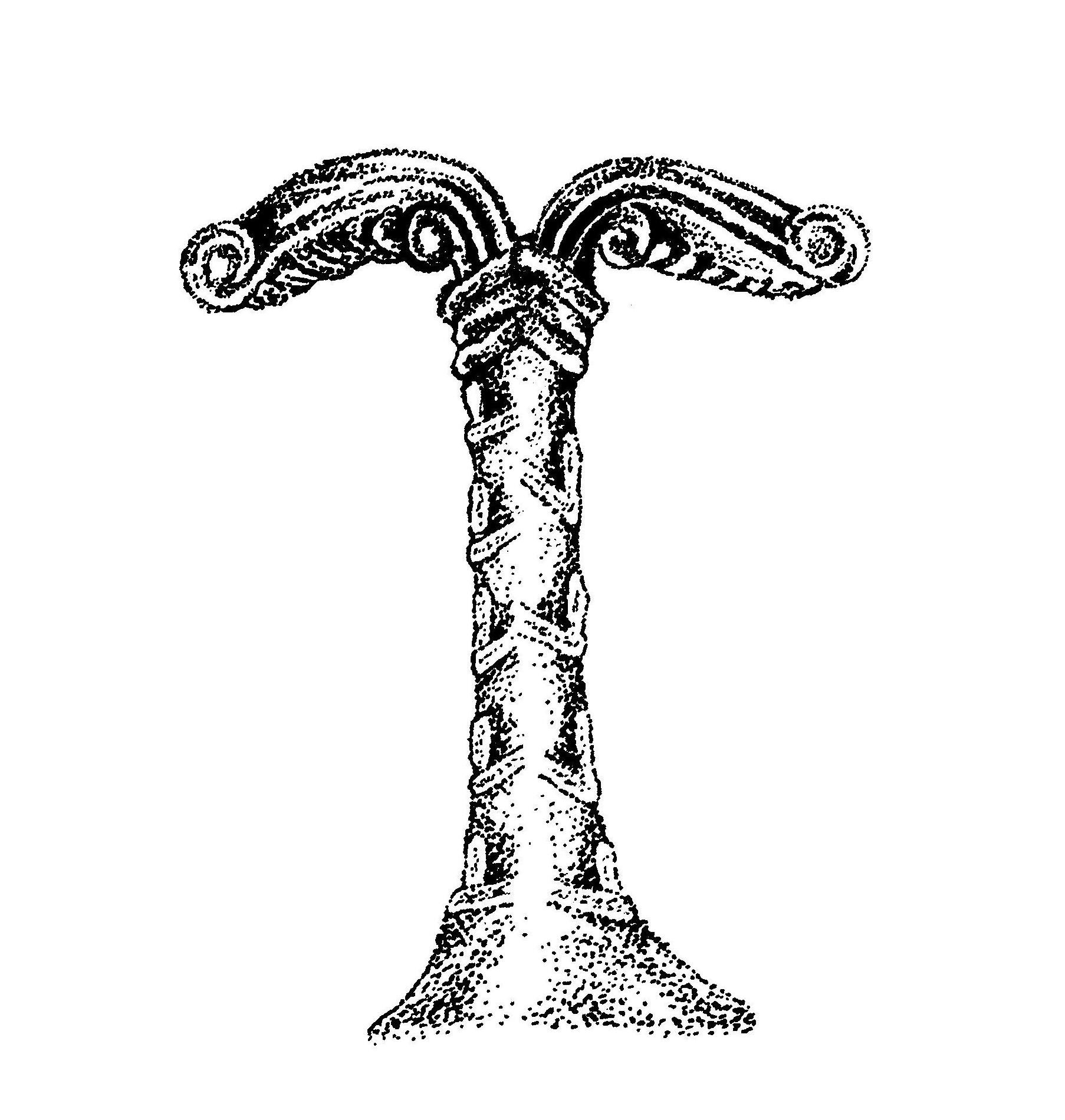
Irminsul secondo la reinterpretazione di Wilhelm Teut.

Nel 1889, Wiligut aderì come si è detto alla Schlaraffia, una loggia para-massonica. Quando lasciò la loggia nel 1909 aveva raggiunto il rango di cavaliere e aveva ottenuto l'incarico di cancelliere.
Wiligut nelle sue teorie espresse di aver trovato una linea mistica tracciata nell'antichità della storia germanica, databile all'epoca preistorica. Egli inoltre pretese di avere dei poteri spirituali che gli permettessero di avere un accesso diretto alle memorie genetiche dei suoi antenati di migliaia di anni prima. 
Wiligut giunse a sostenere che la Bibbia era stata originariamente scritta in tedesco, associando l'antico dio germanico "Krist" con lo stesso Cristo a cui si affidava la cristianità.
Secondo Wiligut, la cultura germanica poteva essere datata sulla base dei più antichi ritrovamenti fatti al 228.000 a.C. Egli disse che in quest'epoca vi erano nel mondo tre soli e la terra era abitata da giganti, nani e altre mistiche creature. Wiligut disse che furono proprio i suoi diretti antenati, gli Adler-Wiligoten, a porre fine ad un lungo periodo di guerra. Dal 12.500 a.C. la religione irministica di Krist venne rivelata e da quel tempo divenne la religione di tutti i popoli germanici sino alla venuta dello scisma del Wotanismo. Nel 1200 a.C., infatti, i wotanisti riuscirono a distruggere il centro religioso irminista di Goslar, motivo per cui gli irministi furono costretti a erigere un nuovo tempio ad Externsteine, che venne a sua volta conquistata dai wotanisti nel 460 d.C. La famiglia di Wiligut avrebbe avuto in questa fase un coinvolgimento diretto nello svolgersi degli eventi: i Wiligotis erano Ueiskunings ("Re dei ghiacci") discendenti dall'unione di Aesir e Vanir. Fondarono la città di Vilna come centro del loro impero germanico.
Le convinzioni di Wiligut si tramutarono in una vera e propria paranoia a partire dagli anni '20 del Novecento, ed egli iniziò a pensare che per questa loro natura gli irministi continuassero ad essere perseguitati dalla Chiesa cattolica, dagli ebrei e dai massoni, gruppi a cui egli adduceva anche la sconfitta dell'Austria nella prima guerra mondiale e la caduta dell'Impero asburgico.
Sempre durante gli anni '20, Wiligut scrisse 38 versi poetici, i cosiddetti Halgarita Sprüche che egli disse di aver memorizzato da bambino, insegnatigli da suo padre. Per questo scopo egli disegnò un proprio alfabeto runico.
Werner von Bülow e Emil Rüdiger della Edda-Gesellschaft tradussero ed annotarono questi versi derivandone che essi sono in qualche modo connessi con la simbologia del Sole nero.